# Croix rouge et bleue

La croix rouge et bleue symbole des Trinitaires.

La croix rouge et bleue est le symbole des Trinitaires (ou Ordre de la Très Sainte Trinité pour la Rédemption des captifs, plus couramment appelé Ordre de la Sainte Trinité), ordre religieux dit rédempteur fondé en 1194 par les Français saint Jean de Matha et saint Félix de Valois, à l'origine pour racheter les chrétiens prisonniers des "infidèles", qui aujourd'hui aide les captifs de toutes sortes, visitent les prisonniers et les malades.

## Histoire

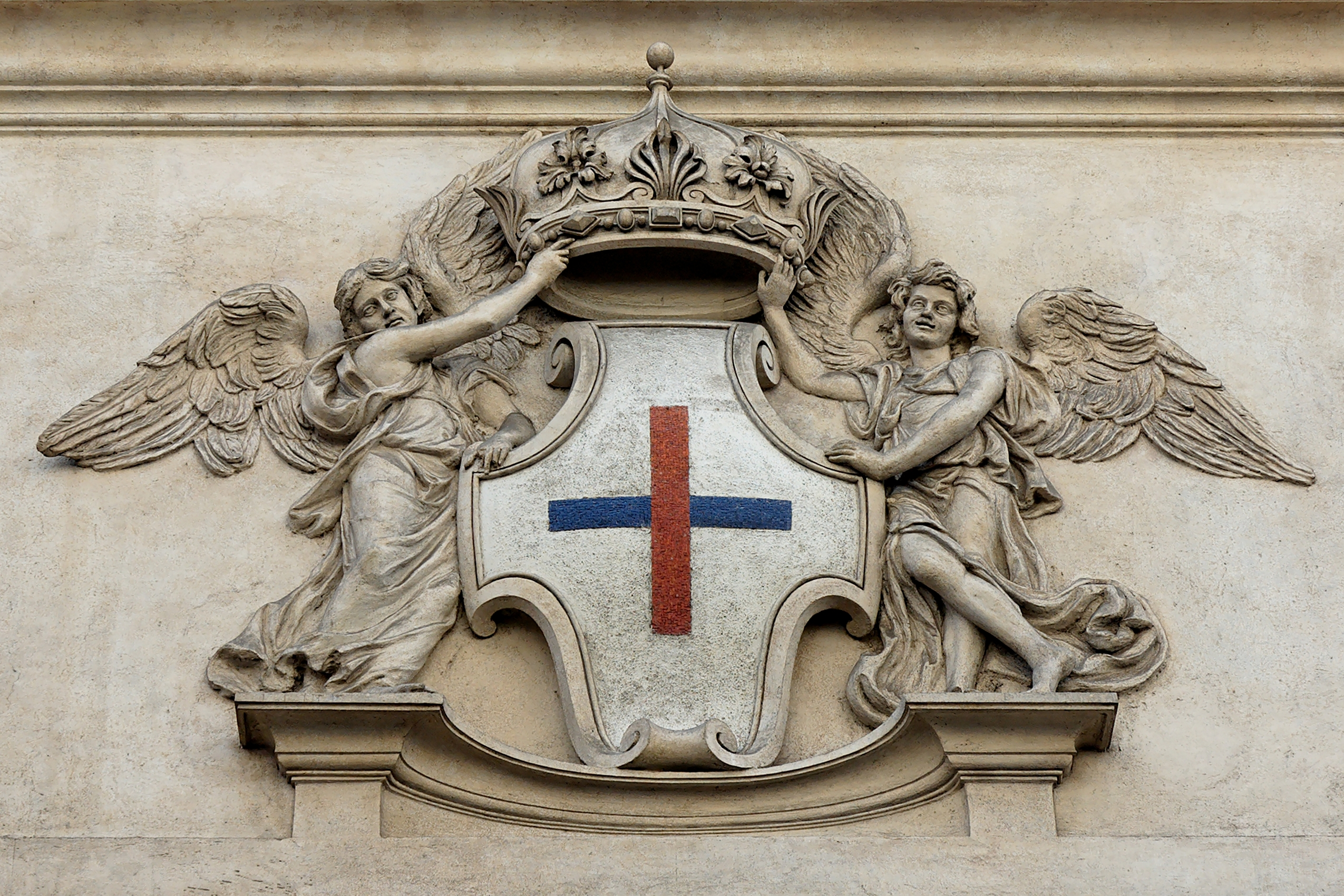
La croix rouge et bleue sur la façade de l'église Saint-Charles-aux-Quatre-Fontaines à Rome.

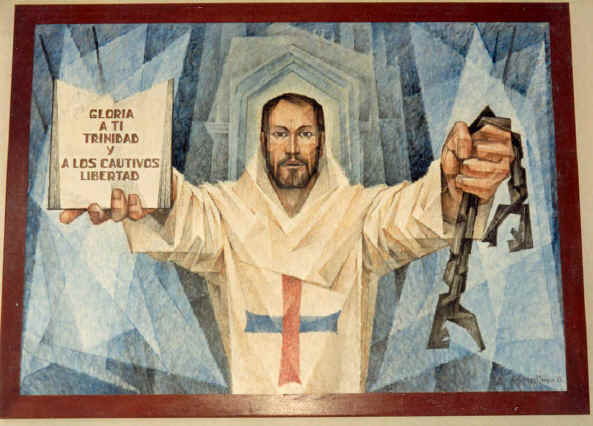
Saint Jean de Matha, fondateur des Trinitaires au XIIe siècle.

L’ordre est fondé à Cerfroid près de Brumetz dans l'Aisne, et confirmé par le pape Innocent III le 17 décembre 1198 par la bulle Operante divine dispositionis.
« On raconte que saint Jean et saint Félix s'entretenant de Dieu dans la solitude près d'une fontaine, ils aperçurent un cerf blanc qui venait se désaltérer, et qui portait entre ses cornes une croix rouge et bleue, comme celle que saint Jean de Matha avait déjà vue sur la poitrine d'un ange (Cf. Anges, p. 41). Le fait est que les Trinitaires ont adopté deux cerfs blancs pour supports de leurs armoiries; ce qui, avec les deux couleurs de la croix, indiquait la Trinité (ne fût-ce que comme moyen mnémotechnique).»
La croix rouge et bleue figure sur les vêtements des Trinitaires depuis le XIIe siècle jusqu'à aujourd'hui. Elle était une croix dite "pattée" pour les Trinitaires, et croix droite pour les Trinitaires Réformés (XVIe siècle).
Les armes de l'ordre sont: "d'argent à une croix pattée de gueules et d'azur, à une bordure d'azur aussi, chargée de huit fleurs de lys d'or", l'écu timbré de la couronne royale de France, avec deux cerfs blancs pour supports.
Dans le Dictionnaire généalogique, héraldique, chronologique et historique de La Chesnaye-Desbois (1757), on trouve ces précisions sur les armoiries de l'ordre:
- « Trinitaires, religieux de la rédemption des captifs : d'argent à une croix pattée, le montant de gueule, la traverse d'azur ; les reformés de France y ajoutent une bordure de fleurs de lys et ceux d'Espagne, une bordure de Castille, qui est de gueule au château d'or. »
- « Trinitaires, de la rédemption des captifs, connus sous le nom de Mathurins : d'argent à une croix pattée, le montant de gueule, & le travers d'azur à la bordure de même, chargée en orle de huit fleurs de lys d'or, qui est une concession des rois de France. »